# Giovanni Gentile
Giovanni Gentile (Castelvetrano, 30 mei 1875 – Florence, 15 april 1944) was een Italiaanse fascistische filosoof en politicus. Zijn vorm van metafysisch idealisme noemde hij het actualisme, en was sterk geïnspireerd door Georg Wilhelm Friedrich Hegel. Gentile heeft samen met Benito Mussolini het artikel De Doctrine van Fascisme in 1932 geschreven, waardoor Gentile een belangrijke rol speelde in het Italiaanse fascisme.

## Biografie
Giovanni Gentile werd geboren in Castelvetrano op Sicilië in Italië. Tijdens zijn academische loopbaan was Gentile professor in de filosofie bij de universiteiten in Palermo (1910), Pisa (1914), Rome (1926) en weer in Pisa (1928). Hij werd in 1932 directeur van Scuola Normale Superiore di Pisa. Hij was vicepresident van Bocconi-universiteit in Milaan van 1934 tot 1944. Hij werkte zijn filosofie van actualisme voornamelijk uit in de boeken Theorie van de Geest als Pure Actie (1916) en Logica als Kennistheorie (1917).
In 1922 werd Gentile benoemd tot Minister van Publieke Onderwijs in de eerste regering van Benito Mussolini, waar Gentile het secundaire onderwijs hervormde. In 1925 was hij voorzitter van twee commissies voor hervorming van de grondwet richting de fascistische staatsvorm en het corporatisme. Hij was tussen 1925 en 1929 lid van de Fascistische Grote Raad. Deze raad was het hoogste bestuursorgaan van de Nationaal Fascistische Partij, hoewel Mussolini besluiten langs zich neer kon leggen. Gentile was ook een redacteur van de Italiaanse Encyclopedie. De eerste Nederlandse fascistische partij was het Verbond van Actualisten die haar naam op de filosofie van Gentile baseerde.
Gentile schreef samen met Mussolini het belangrijke artikel De doctrine van het Fascisme voor de Italiaanse Encyclopedie. Het artikel werd gepubliceerd in 1932. Gentile was ghostwriter van het eerste deel. Mussolini was de belangrijkste auteur van het tweede stuk van het artikel, hoewel hij als enige auteur van het gehele artikel werd genoemd. Dat artikel ging over de beginselen van het Italiaans fascisme, waaronder de almacht van de hoge leider, corporatistische economie, streven naar gebiedsuitbreiding, oorlog voor de veredeling van het volk en opheffing van het parlement. Gentile schreef ook het Manifest van de Fascistische Intellectuelen, die werd ondertekend door onder andere Luigi Pirandello, Gabriele D'Annunzio, Filippo Tommaso Marinetti en Giuseppe Ungaretti.
Van 1933 tot 1943 was Gentile de voorzitter van de organisatie voor uitwisseling van kennis over politiek, cultuur en economie met landen in Azië. Het ging voornamelijk om informatie-uitwisseling met bondgenoot Keizerrijk Japan. Gentile was de laatste voorzitter van de Koninklijke Academie van Italië.
Op 15 april 1944 werd Gentile vermoord door een communistische verzetsgroep. Hij werd begraven in de kerk Santa Croce in Florence.

## Filosofie
Giovanni Gentile noemde zichzelf de “filosoof van het fascisme”. Gentile wilde dat zijn filosofie een officiële status kreeg binnen het Italiaanse fascisme. Als metafysisch idealist ontkent Gentile het bestaan van externe materiële objecten buiten de geest. Denken is een vorm van actie in de terminologie van Gentile. Het denken door een individu vormt de wereld voor de persoon volgens Gentile. Volgens hem bestaan er geen afzonderlijke objecten buiten de geestvermogens van wezens. Het denken van iedere persoon is een verschijningsvorm van de Absolute Geest. Onderwijs is belangrijkste wijze hoe de Absolute Geest het verloop van de geschiedenis bepaalt. Via onderwijs leidt de Absolute Geest de wijze hoe het individuele denken vormgeeft aan de wereld. Net als Hegel beweerde Gentile dat de loop van de geschiedenis wordt bepaald door het Absolute dat streeft naar de ontwikkeling van het metafysisch idealisme. Gentile gebruikt de term absolute immanentisme voor de werking van het goddelijke in de creatie van de realiteit door het individuele denken. Gentile beschouwde zijn actualisme als verenigbaar met het christendom. Het actualisme van Gentile moet niet verward worden met solipsisme, omdat Gentile beweerde dat de denkprocessen van alle individuen wordt geleid door de Absolute Geest.
Het individuele denken geleid door het Absolute uit zich in de Natiestaat. De Staat is voor Gentile een verzameling van maatschappelijk instituten, culturele tradities, normen en waarden. Publiek en Privaat zijn uiteindelijk hetzelfde voor Gentile, want hij maakt geen onderscheid tussen de civiele maatschappij en de Staat. Privaat en Publiek zijn geen tegenstrijdige begrippen, maar zijn strikt met elkaar verbonden. Het idee van (werkelijke of wenselijke) scheiding tussen het private domein en het publieke domein beschouwt hij als het negatieve gevolg van het liberalisme. De Absolute Geest leidt volgens hem tot de corporatistische economie, omdat daar private belangen van alle verschillende groepen in een organisch geheel belichaamd wordt in de totalitaire fascistische Staat.
- Bibsys: 90617805
- Biblioteca Nacional de España: XX1208909
- Bibliothèque nationale de France: cb120536314 (data)
- Catàleg d'autoritats de noms i títols de Catalunya: 981058581297206706
- CiNii: DA02786359
- Gemeinsame Normdatei: 118716840
- International Standard Name Identifier: 0000 0001 0910 3055
- Library of Congress Control Number: n79056070
- Nationale Bibliotheek van Letland: 000030454
- Bibliotheek van het Japanse parlement: 00544320
- Nationale Bibliotheek van Tsjechië: jn20000601750
- Nationale bibliotheek van Australië: 35118287
- Nationale Bibliotheek van Israël: 987007298690305171
- Nationale Bibliotheek van Polen: a0000001252631
- Nationale en Universitaire bibliotheek Zagreb: 000286792
- Nederlandse Thesaurus van Auteursnamen: 069235961
- Réseau des bibliothèques de Suisse occidentale: 02-A003287758
- Istituto Centrale per il Catalogo Unico: CFIV011212
- LIBRIS: 323267
- SNAC: w6s22dw1
- Système universitaire de documentation: 028768388
- Trove: 831777
- Virtual International Authority File: 66486311
- WorldCat: E39PBJxxcPdXJvyBCPqcx6wBfq